# Acidoproctus rostratus
Acidoproctus rostratus (лат.) — вид бескрылых насекомых семейства Philopteridae из отряда пухоедов и вшей. Постоянные паразиты птиц. Южная Америка, Африка.
Паразитируют на таких утиных птицах как белолицая свистящая утка (Dendrocygna viduata), рыжая свистящая утка (Dendrocygna bicolor, Anatidae). Вид был впервые описал в 1866 году немецкий энтомолог Фердинанд Рудов.
В настоящее время (вместе с видами Acidoproctus emersoni, A. fuligulae, A. gottwaldhirschi, A. hilli, A. kelloggi, A. maximus, A. moschatae и A. taschenbergi) включён в семейство Philopteridae подотряда Ischnocera.
Виды утиных — хозяев паразита:
- Белолицая свистящая утка
- Рыжая свистящая утка